# Азербайджано-бутанские отношения
Азербайджано-бутанские отношения — двусторонние дипломатические отношения между Азербайджаном и Бутаном.

## История
Дипломатические отношения между странами были установлены 7 февраля 2013 года. Церемония подписания коммюнике состоялась в Нью-Йорке в Постоянном представительстве Азербайджана при ООН. От имени Азербайджанской Республики коммюнике подписал постоянный представитель Азербайджана при ООН посол Агшин Мехтиев, а от имени Королевства Бутан — постоянный представитель Бутана при ООН посол Лхату Вангчук. На церемонии подписания послы двух стран выразили заинтересованность своих правительств в тесном сотрудничестве в двусторонней и многосторонней сферах. Они выразили желание и дальше углублять нынешний уровень сотрудничества между двумя странами в Организации Объединённых Наций (ООН) и на других многосторонних форумах. Обсуждались также возможности сотрудничества в сфере туризма и торговли. Азербайджан стал 51-й страной, которая установила отношения с Бутаном.
7 августа 2014 года посол Азербайджана в Бутане И. Гаджиев вручил верительные грамоты королю Бутана Джигме Кхесару Намгьялу Вангчуку.
2—5 мая 2015 года министр финансов Бутана Намгай Дорджи принял участие в 48-м ежегодном заседании Совета управляющих АБР, которое проходило в Баку.
В декабре 2015 года премьер-министр Бутана Церинг Тобгай направил поздравительное письмо премьер-министру Азербайджана Артуру Расизаде по случаю Нового года.
В ходе голосования на Генеральной Ассамблее ООН 14 июня 2016 года правительство Бутана поблагодарило за поддержку кандидатуры Азербайджана, который был избран членом Экономического и Социального Совета ООН (ЭКОСОС) в 2017—2019 годах.
10—20 июля 2016 года победитель конкурса эссе «Что я знаю об Азербайджане?» из Бутана С. Ванди посетил Азербайджан по приглашению министерства молодёжи и спорта и ознакомился с культурой, историей и традициями Азербайджана.